# Bemessungsgrundlage (Steuerrecht)
Die Steuerbemessungsgrundlage ist die technisch-physische oder monetäre Größe, die als Grundlage für die Berechnung der Steuer dient, so dass damit der anzuwendende Steuertarif bestimmt und damit die Steuerschuld ermittelt werden kann.
Beispiele:
- Der Hubraum oder das Gewicht bei der Kfz-Steuer
- Das zu versteuernde Einkommen bei der Einkommensteuer
- Der Betrag der Transaktion bei der Umsatzsteuer

## Vereinfachtes Beispiel

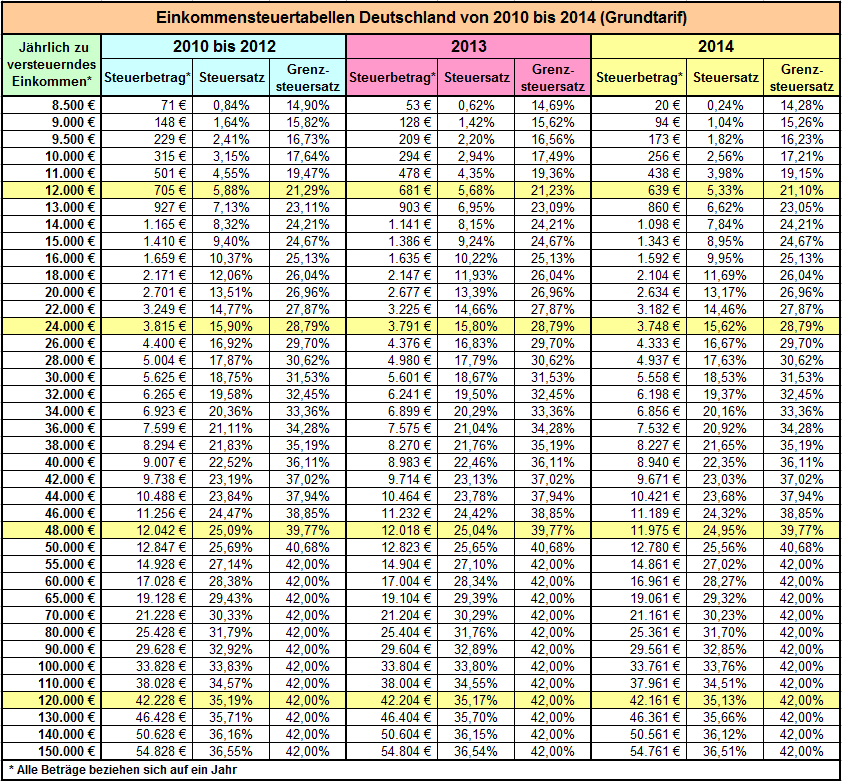
Einkommensteuertabellen 2010 bis 2014 für Ledige ohne Solidaritätszuschlag

Bei Arbeitnehmern wird nicht das gesamte Bruttoarbeitsentgelt versteuert. Für sie gelten in Deutschland mehrere Freibeträge. Vom Brutto werden mindestens die Arbeitnehmerpauschale (Werbungskosten), die Vorsorgepauschale und die Sonderausgabenpauschale abgezogen. Der verbleibende Betrag wäre die Bemessungsgrundlage (zu versteuerndes Einkommen).
```
Beispiel Steuerklasse I für das Jahr 2022:

  30.000 € Bruttoarbeitslohn (jährlich)

—  1.000 € Arbeitnehmerpauschale (Werbungskosten)
—  5.313 € Vorsorgepauschale   
—     36 € Sonderausgabenpauschale

= 23.651 € Bemessungsgrundlage (zu versteuerndes Einkommen)

Darauf wird der Einkommensteuertarif angewendet, der den Grundfreibetrag
von 9.984 € automatisch berücksichtigt. Damit ergeben sich:

  3.186,00 € Lohn- bzw. Einkommensteuer (jährlich)
[
1
]

    0,00 € Solidaritätszuschlag (jährlich)
```

Bei Alleinerziehenden gilt in Deutschland zusätzlich ein Alleinerziehendenentlastungsbetrag von 4.008 Euro, der die Bemessungsgrundlage im Beispiel auf 19.643 Euro jährlich reduziert. Einkommensteuer und Solidaritätszuschlag vermindern sich dadurch auf 2.114 Euro beziehungsweise	0,00 Euro.

## Rechtsgrundlagen
Der deutsche Gesetzgeber verwendet ausdrücklich an verschiedenen Stellen den Begriff Bemessungsgrundlage, u. a. in der
- Einkommensteuer: Bemessungsgrundlage ist das zu versteuernde Einkommen § 2 Abs. 5 S. 1 EStG
- Körperschaftsteuer: Bemessungsgrundlage ist das zu versteuernde Einkommen § 7 KStG
- Umsatzsteuer: Bemessungsgrundlage ist das Entgelt bzw. der Wert der eingeführten Gegenstände § 10 und § 11 UStG
- Kraftfahrzeugsteuer: Bemessungsgrundlage ist der Hubraum, das Gesamtgewicht oder der Schadstoffausstoß § 8 KraftStG